# Body area network
Una rete corporea o body area network (BAN) oppure body sensor network (BSN) o ancora una medical body area network (MBAN), è una rete senza fili che interconnette dispositivi informatici indossabili. I dispositivi BAN possono essere incorporati dentro il corpo come impianti, possono essere montati sul corpo in una posizione fissa o possono essere dispositivi che le persone possono portare in varie posizioni, come in tasche dei pantaloni, in mano o in una borsa. Mentre l'andamento è verso la miniaturizzazione dei dispositivi—in particolare, le body area network consistono di molti sensori (body sensor unit, BSU) miniaturizzate insieme con un'unità centrale (body central unit, BCU)—dispositivi più grandi giocano ancora un ruolo importante come hub o gateway di dati e per fornire un'interfaccia utente per visualizzare e gestire le applicazioni BAN in situ. Lo sviluppo della tecnologia WBAN iniziò intorno al 1995 sulla base dell'idea di usare tecnologie delle reti personali senza fili (WPAN) per implementare comunicazioni vicino al corpo umano. Circa sei anni dopo, il termine "BAN" cominciò a riferirsi ai sistemi dove la comunicazione è interamente all'interno o nelle immediate vicinanze di un corpo umano. Un sistema WBAN può usare tecnologie wireless WPAN come gateway per coprire distanze più lunghe. Attraverso dispositivi di gateway, è possibile connettere i dispositivi indossati alla rete, in modo tale che i dottori possano aver accesso ai dati del paziente indipendentemente dalla posizione dello stesso.
Le applicazioni più tipiche sono le reti di sensori corporei in campo biomedico.

## Concetto

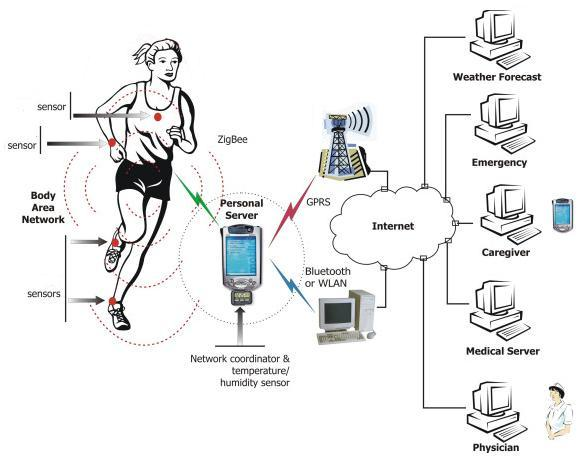
Schema di un Body Area Network

La rapida crescita dei sensori fisiologici, dei circuiti integrati a basso consumo e della comunicazione wireless ha consentito una nuova generazione di wireless sensor network, ora utilizzata per scopi quali il monitoraggio del traffico, dei raccolti, delle infrastrutture e della salute. Il campo del Body Area Network è un'area interdisciplinare che potrebbe consentire un monitoraggio sanitario continuo ed economico con aggiornamenti in tempo reale delle cartelle cliniche attraverso Internet. Un certo numero di sensori fisiologici intelligenti possono essere integrati in una rete wireless indossabile, che può essere utilizzata per la riabilitazione assistita da computer o per il rilevamento precoce di condizioni mediche. Quest'area si basa sulla fattibilità dell'impianto di biosensori molto piccoli all'interno del corpo umano che siano confortevoli e che non compromettano le normali attività. I sensori impiantati nel corpo umano raccoglieranno vari cambiamenti fisiologici per monitorare lo stato di salute del paziente, indipendentemente dalla sua posizione. Le informazioni verranno trasmesse in modalità wireless a un'unità di elaborazione esterna. Questo dispositivo trasmetterà istantaneamente tutte le informazioni in tempo reale ai medici di tutto il mondo. Qualora venga rilevata un'emergenza, i medici informeranno immediatamente il paziente attraverso il sistema informatico inviando opportuni messaggi o allarmi. Alla volta del 2023, il livello di informazioni fornite e le risorse energetiche in grado di alimentare i sensori sono limitanti. Sebbene la tecnologia sia ancora nella sua fase primitiva, è oggetto di ampie ricerche e, una volta adottata, si prevede che costituirà un'invenzione rivoluzionaria per l’assistenza sanitaria, portando a concetti come la telemedicina e la MHealth.
Si prevede che il mercato globale dei Body Area Network crescerà da 13 miliardi di dollari nel 2022 a 25,3 miliardi di dollari entro il 2028 con un CAGR (tasso di crescita annuale composto, ossia il tasso medio di crescita dei ricavi) del 12,2% circa nel periodo di previsione 2023-2028.

## Applicazioni
Si prevede che le prime applicazioni dei BAN appariranno principalmente nel settore sanitario, in particolare per il monitoraggio continuo e la registrazione dei parametri vitali dei pazienti con malattie croniche come diabete, asma e attacchi di cuore.
- Un BAN in atto su un paziente può allertare l'ospedale, anche prima che abbia un attacco di cuore, misurando i cambiamenti nei suoi segni vitali.
- Un BAN su un paziente diabetico potrebbe auto-iniettare l’insulina attraverso una pompa, non appena il suo livello di insulina diminuisce.
- È possibile utilizzare un BAN per apprendere le transizioni dello stato di salute e le dinamiche sottostanti di una malattia[5].

Altre applicazioni di questa tecnologia includono sport, militare o sicurezza. L’estensione della tecnologia a nuove aree potrebbe anche favorire la comunicazione mediante scambi continui di informazioni tra individui o tra individui e macchine.

## Standard
L'ultimo standard internazionale per i BAN è lo standard IEEE 802.15.6.

## Componenti
Un tipico BAN o BSN richiede sensori di monitoraggio dei segni vitali, rilevatori di movimento (tramite accelerometri) per aiutare a identificare la posizione dell'individuo monitorato e una qualche forma di comunicazione, per trasmettere letture di segni vitali e di movimento a medici o operatori sanitari. Un tipico kit Body Area Network sarà composto da sensori, un processore, un ricetrasmettitore e una batteria. Sono stati sviluppati sensori fisiologici, come i sensori ECG e SpO2. Altri sensori come un sensore della pressione sanguigna, un sensore EEG e un PDA per l'interfaccia BSN sono in fase di sviluppo.

### Comunicazione wireless negli Stati Uniti
La FCC ha approvato l'assegnazione di 40 MHz di larghezza di banda dello spettro per collegamenti radio medical BAN a bassa potenza e ad ampia area nella banda 2360-2400 MHz. Ciò consentirà di scaricare la comunicazione MBAN dallo spettro Wi-Fi standard già saturo a una banda standard.
La gamma di frequenza 2360–2390 MHz è disponibile su base secondaria. La FCC amplierà l'attuale servizio di radiocomunicazione per dispositivi medici (MedRadio) nella parte 95 delle sue regole. I dispositivi MBAN che utilizzano la banda funzioneranno in base a una “licenza per regola” che elimina la necessità di richiedere licenze di trasmettitore individuali. L'utilizzo delle frequenze 2360–2390 MHz è limitato al funzionamento indoor presso strutture sanitarie e è soggetto a registrazione e approvazione del sito da parte dei coordinatori per proteggere l'utilizzo primario della telemetria aeronautica. Il funzionamento nella banda 2390–2400 MHz non è soggetto a registrazione o coordinamento e può essere utilizzato in tutte le aree, comprese quelle residenziali.

## Sfide
I problemi con l’uso di questa tecnologia potrebbero includere:
- Qualità dei dati: i dati generati e raccolti tramite BAN possono svolgere un ruolo chiave nel processo di cura del paziente. È essenziale che la qualità di questi dati sia di alto livello per garantire che le decisioni prese siano basate sulle migliori informazioni possibili
- Gestione dei dati: poiché i BAN generano grandi volumi di dati, la necessità di gestire e mantenere questi set di dati è della massima importanza[24].
- Convalida del sensore: i dispositivi di rilevamento pervasivo sono soggetti a vincoli hardware e di comunicazione intrinseci, inclusi collegamenti di rete cablati/wireless inaffidabili, interferenze e riserve di potenza limitate. Ciò potrebbe comportare la ritrasmissione di set di dati errati all'utente finale. È della massima importanza, soprattutto in ambito sanitario, che tutte le letture dei sensori siano convalidate. Ciò aiuta a ridurre la generazione di falsi allarmi e a identificare possibili punti deboli nella progettazione hardware e software.
- Coerenza dei dati: i dati che risiedono su più dispositivi mobili e le note paziente wireless devono essere raccolti e analizzati in modo continuo. All'interno dei Body Area Network, i set di dati vitali dei pazienti possono essere frammentati su un numero di nodi e su un numero di PC o laptop collegati in rete. Se il dispositivo mobile di un medico non contiene tutte le informazioni conosciute, la qualità dell'assistenza al paziente potrebbe peggiorare.
- Sicurezza: sarebbe necessario uno sforzo considerevole per rendere la trasmissione WBAN sicura e accurata. Dovrebbe essere assicurato che il paziente sia sicuro i dati derivano esclusivamente dal sistema WBAN dedicato di ciascun paziente e non vengono confusi con i dati di altri pazienti. Inoltre, i dati generati dalla WBAN dovrebbero avere un accesso sicuro e limitato. Sebbene la sicurezza sia una priorità elevata nella maggior parte delle reti, per le WBAN sono stati condotti pochi studi in quest'area. Poiché le WBAN hanno risorse limitate in termini di potenza, memoria, velocità di comunicazione e capacità di calcolo, le soluzioni di sicurezza proposte per altre reti potrebbero non essere applicabili alle WBAN. Riservatezza, autenticazione, integrità e freschezza dei dati insieme alla disponibilità e alla gestione sicura sono i requisiti di sicurezza della WBAN. Lo standard IEEE 802.15.6, che è lo standard più recente per WBAN, ha cercato di fornire sicurezza in WBAN. Presenta però diversi problemi di sicurezza[25][26].
- Interoperabilità: i sistemi WBAN dovrebbero garantire il trasferimento continuo dei dati attraverso standard come Bluetooth, Zigbee ecc. per promuovere lo scambio di informazioni e l'interazione dei dispositivi plug and play. Inoltre, i sistemi dovrebbero essere scalabili, garantire una migrazione efficiente attraverso le reti e offrire una connettività ininterrotta[27].
- Dispositivi di sistema: i sensori utilizzati nella WBAN dovrebbero essere poco complessi, di piccole dimensioni, leggeri, efficienti dal punto di vista energetico, facili da usare e riconfigurabili. Inoltre, i dispositivi di archiviazione devono facilitare l'archiviazione e la visualizzazione remota dei dati dei pazienti, nonché l'accesso a strumenti esterni di elaborazione e analisi tramite Internet.
- Energia e precisione: la politica di attivazione dei sensori dovrebbe essere determinata a ottimizzare il compromesso tra il consumo energetico del BAN e la probabilità di una classificazione errata dello stato di salute del paziente. Un consumo energetico elevato spesso si traduce in osservazioni più accurate sullo stato di salute del paziente e viceversa[28].
- Invasione della privacy[29][30]: le persone potrebbero considerare la tecnologia WBAN come una potenziale minaccia alla libertà, se le applicazioni vanno oltre l'uso medico "sicuro". L’accettazione sociale sarebbe fondamentale affinché questa tecnologia trovi un’applicazione più ampia.
- Interferenza: il collegamento wireless utilizzato per i sensori del corpo dovrebbe ridurre l'interferenza e aumentare la coesistenza dei dispositivi del nodo sensore con altri dispositivi di rete disponibili nell'ambiente. Ciò è particolarmente importante per l’implementazione su larga scala dei sistemi WBAN[8][31].
- Costo: i consumatori di oggi si aspettano soluzioni di monitoraggio sanitario a basso costo che forniscano funzionalità elevate. Le implementazioni WBAN dovranno essere ottimizzate in termini di costi per rappresentare alternative attraenti per i consumatori attenti alla salute.
- Monitoraggio costante: gli utenti possono richiedere diversi livelli di monitoraggio, ad esempio quelli a rischio di ischemia cardiaca potrebbero volere che i loro WBAN funzionino costantemente, mentre altri a rischio di cadute potrebbero aver bisogno dei WBAN solo per monitorarli mentre camminano o si muovono. Il livello di monitoraggio influenza la quantità di energia richiesta e il ciclo di vita del BAN prima che la fonte energetica si esaurisca[28][5].
- Distribuzione vincolata: la WBAN deve essere indossabile, leggera e non invasiva. Non dovrebbe alterare o ostacolare le attività quotidiane dell'utente. In definitiva, la tecnologia dovrebbe essere trasparente per l'utente, ovvero dovrebbe eseguire i propri compiti di monitoraggio senza che l'utente se ne accorga.
- Prestazioni coerenti: le prestazioni della WBAN dovrebbero essere coerenti. Le misurazioni dei sensori dovrebbero essere precise e calibrate, anche quando la WBAN viene spenta e riaccesa[32]. I collegamenti wireless dovrebbero essere robusti e funzionare in vari ambienti utente.